# Schizotricha binematotheca
Schizotricha binematotheca är en nässeldjursart som beskrevs av El Beshbeeshy 1991. Schizotricha binematotheca ingår i släktet Schizotricha och familjen Halopterididae. Inga underarter finns listade i Catalogue of Life.